# Career Academies
Die Career Academies sind ein Programm in den USA, um Schülern aus sozialen Brennpunkten zu helfen. Das Programm richtet sich besonders an Kinder mit Migrationshintergrund, wie die Hispanics.

## Übersicht
Unter einer Career Academy versteht man eine spezielle Klasse innerhalb einer staatlichen High-School, die besonders intensiveauf das College vorbereitet. Die akademischen Fähigkeiten werden hier besonders gefördert. Career Academies decken oft spezielle Fachrichtungen ab, wie zum Beispiel Gesundheitswissenschaften oder Betriebswirtschaftslehre. Teilnehmer haben außerdem Englisch-Unterricht und Matheunterricht auf einem höheren Niveau, als die anderen Schüler der betreffenden High-Schools. Die restlichen Fächer jedoch werden im Rahmen der Career Academy nicht unterrichtet und die Schüler müssen hier auf die normalen Kurse ihrer High-School zurückgreifen.
Es kann nicht jeder an der  Career Academy teilnehmen, sondern die Schüler müssen von ihren Lehrern vorgeschlagen werden. Dabei wird auch auf soziale Gesichtspunkte geachtet. Des Weiteren müssen die Schüler einen Motivationsbrief schreiben. Es wird stets nur ein geringer Prozentsatz der Bewerber zur Career Academy zugelassen, selten mehr als 50–100 pro Jahr und Schule. In einigen Fällen ist der Besuch der Career Academy kostenpflichtig, der Beitragssatz ist jedoch gestaffelt, so dass die finanziellen Möglichkeiten der Familien der Schüler nicht überstiegen werden. Die Mehrheit der Schüler kommt aus armen Familien. 24 % leben von Essensmarken.
Neben den öffentlichen gibt es auch noch private Career Academies, die nachmittags zusätzlich zum normalen Unterricht stattfinden. Sie werden durch Spenden finanziert. Die Mehrheit der Schüler an diesen Schulen muss durch Stipendien nur einen kleinen Teil der Kosten der Ausbildung bezahlen.

## Geschichte der Career Academies
Die erste Career Academy wurde 1969 in Philadelphia gegründet und hieß Electrical Academy. Sie wurde an der Thomas Edison High School, einer Schule in einem besonders schwierigen Viertel gegründet. Es zeigte sich, dass Schüler der Career Academy erfolgreicher waren als die Mitschüler, die keine Career Academy besuchten. Heute gibt es ungefähr 2000 bis 3000 Career Academies in den Vereinigten Staaten. Genaue Zahlen liegen nicht vor, weil einige Career Academies privat finanziert werden.

## Erfolge der Career Academies
- Schüler die an der Career Academy teilnehmen, sind seltener Schulabbrecher (d. h., sie schmeißen seltener die Schule hin) als Schüler einer Kontrollgruppe (Schüler aus den gleichen Vierteln und aus ähnlichen Familienverhältnissen)
- Die Schüler der Career Academy erwarben im Vergleich zu Schülern einer Kontrollgruppe häufiger einen Hochschulabschluss
- Schüler der Career Academies verdienten später mehr, als Schüler aus der Kontrollgruppe. Sie verdienten $1284 pro Jahr oder 10 % mehr